# Teste funcional
Teste funcional é um processo de garantia de qualidade e um tipo de teste de caixa preta que baseia seus casos de teste nas especificações do componente de software sob teste. As funções são testadas alimentando-as com entrada e examinando a saída, e a estrutura interna do programa raramente é considerada (ao contrário do teste de caixa branca). O teste funcional é realizado para avaliar a conformidade de um sistema ou componente com os requisitos funcionais especificados. O teste funcional geralmente descreve o que o sistema faz.
Como o teste funcional é um tipo de teste de caixa preta, a funcionalidade do software pode ser testada sem conhecer o funcionamento interno do software. Isso significa que os testadores não precisam conhecer linguagens de programação ou como o software foi implementado. Isso, por sua vez, pode levar à redução do viés do desenvolvedor (ou viés de confirmação) nos testes, uma vez que o testador não esteve envolvido no desenvolvimento do software.
O teste funcional não implica que você está testando uma função (método) de seu módulo ou classe. O teste funcional testa uma fatia da funcionalidade de todo o sistema.
O teste funcional difere do teste de sistema no sentido de que o teste funcional "verifica um programa comparando-o com ... documento(s) ou especificação(ões) de design", enquanto o teste de sistema "valida um programa comparando-o com o usuário publicado ou requisitos de sistema."

## Tipos
O teste funcional tem muitos tipos:
- Teste de fumaça
- Teste de sanidade
- Teste de regressão
- Teste de usabilidade

## Seis etapas
O teste funcional normalmente envolve seis etapas:
1. A identificação das funções que se espera que o software execute
2. A criação de dados de entrada com base nas especificações da função
3. A determinação da produção com base nas especificações da função
4. A execução do caso de teste
5. A comparação dos resultados reais e esperados
6. Verificar se o aplicativo funciona de acordo com a necessidade do cliente.